# Chaenusa
Chaenusa är ett släkte av steklar som beskrevs av Alexander Henry Haliday 1839. Chaenusa ingår i familjen bracksteklar.

## Dottertaxa tillChaenusa, i alfabetisk ordning[1][2]
- Chaenusa americana
- Chaenusa bergi
- Chaenusa californica
- Chaenusa conjugens
- Chaenusa conjungens
- Chaenusa dolsi
- Chaenusa elongata
- Chaenusa hirsutissima
- Chaenusa ireneae
- Chaenusa kryzhanovskii
- Chaenusa limoniadum
- Chaenusa llopisi
- Chaenusa lymphata
- Chaenusa mcalpini
- Chaenusa motasi
- Chaenusa naiadum
- Chaenusa natator
- Chaenusa nereidum
- Chaenusa opaca
- Chaenusa orghidani
- Chaenusa pallidinervis
- Chaenusa punctulata
- Chaenusa quadriceps
- Chaenusa rossi
- Chaenusa rugosa
- Chaenusa saxicola
- Chaenusa semisetosa
- Chaenusa testacea
- Chaenusa trumani
- Chaenusa varinervis
- Chaenusa whartoni
- Chaenusa virgili
- Chaenusa woolleyi